# San-Nicolao
 San-Nicolao  là một xã ở tỉnh Haute-Corse trên đảo Corse, Pháp. Xã này có diện tích 7,73 km², dân số năm 1999 là 1316 người. Khu vực này có độ cao trung bình 250 mét trên mực nước biển.